# Seletar Airport
Seletar Airport is een klein vliegveld in de stadstaat Singapore. Het vliegveld is vroeger geopend voor de militaire luchtvaart in 1928 door de Royal Air Force. Het was het eerste vliegveld van Singapore. Het heeft één startbaan van 1836 meter lang.
Er is een plan geweest om de startbaan te verlengen naar 2000 meter, zodat een Boeing 737 ook kan landen, dit was voor de Budget maatschappijen. Dit plan is afgewezen en hiervoor in de plaats is een Budget Terminal gebouwd op de Internationale luchthaven Changi.